# Развод леди Икс
Развод леди Икс (енгл. The Divorce of Lady X) је британска романтична комедија из 1938. у режији Тима Вилана.

## Улоге
| Глумац         | Улога         |
| -------------- | ------------- |
| Мерл Оберон    | Лесли Стил    |
| Лоренс Оливије | Еверард Логан |
| Бини Барнс     | Леди Клер Мир |
| Ралф Ричардсон | Лорд Мир      |
| Мортон Селтен  | Лорд Стил     |